# Arabkir
Arabkir (Armeens: Արաբկիր վարչական շրջան, Arabkir varčakan šrĵan) is een van de 12 administratieve districten van de Armeense hoofdstad Jerevan.

## Ligging
Arabkir ligt ten noorden van het stadscentrum en grenst aan de districten Davtashen in het noordwesten, Ajapnyak in het westen, Kentron in het zuiden en Kanaker-Zeytun in het oosten. De rivier Hrazdan vormt een natuurlijke districtsgrens in het noorden en het westen.In het noorden grenst het district aan de gemeente Kanakeravan in de provincie Kotajk.

## Fotogalerij

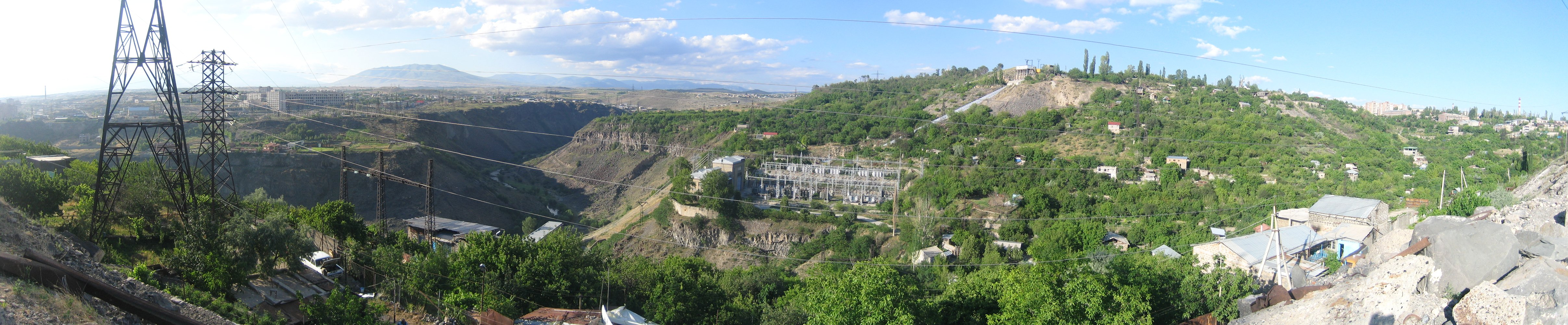
Panorama van de vallei en elektriciteitscentrale langs de rivier Hrazdan

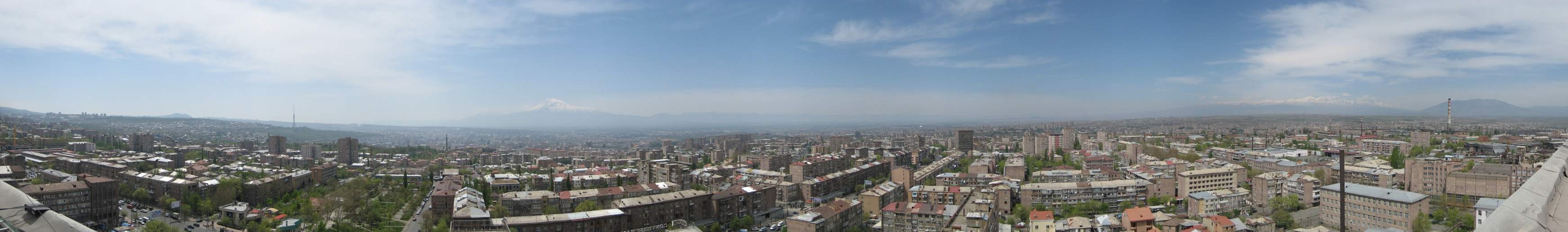
Panorama van het district Arabkir

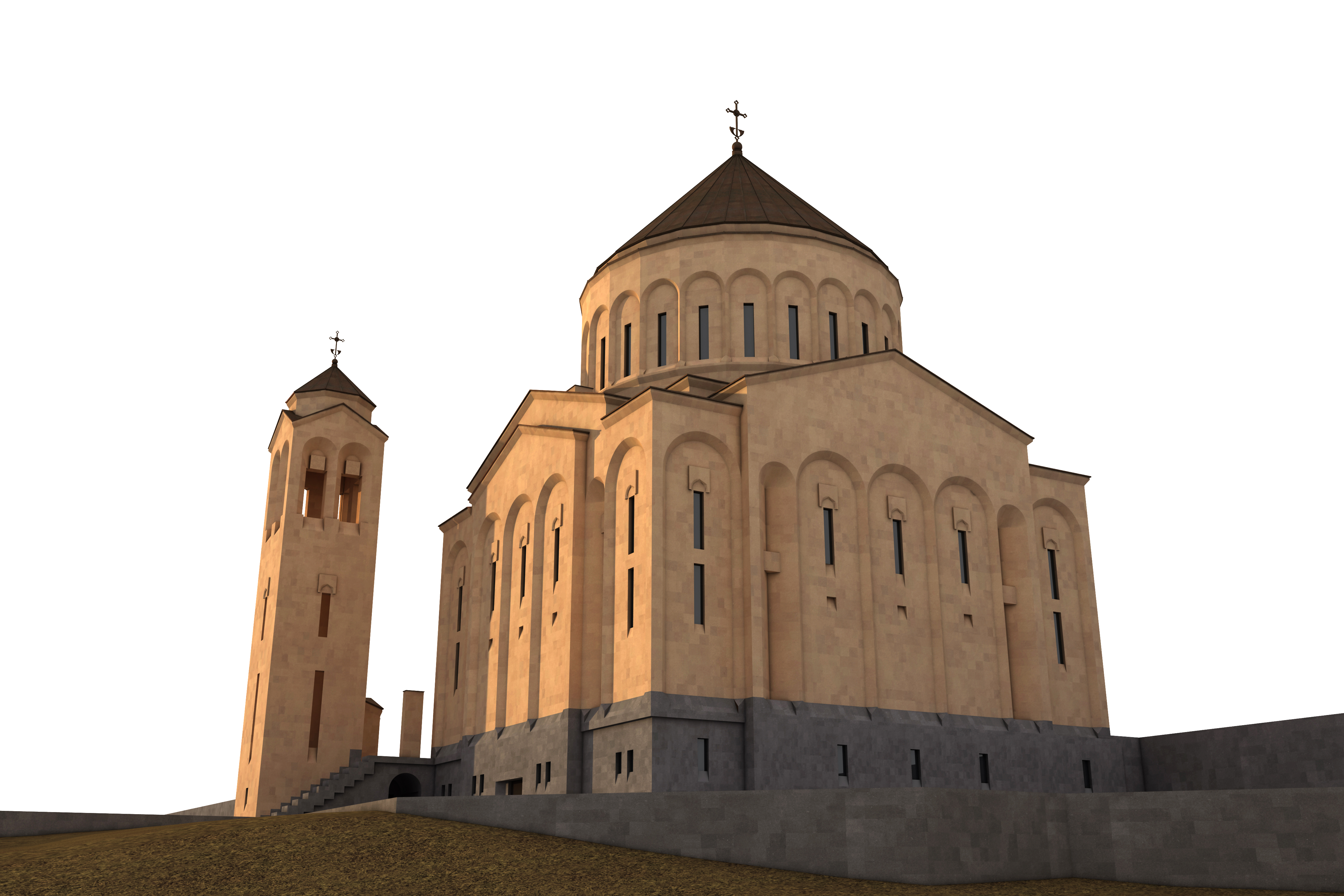
Heiligkruiskerk
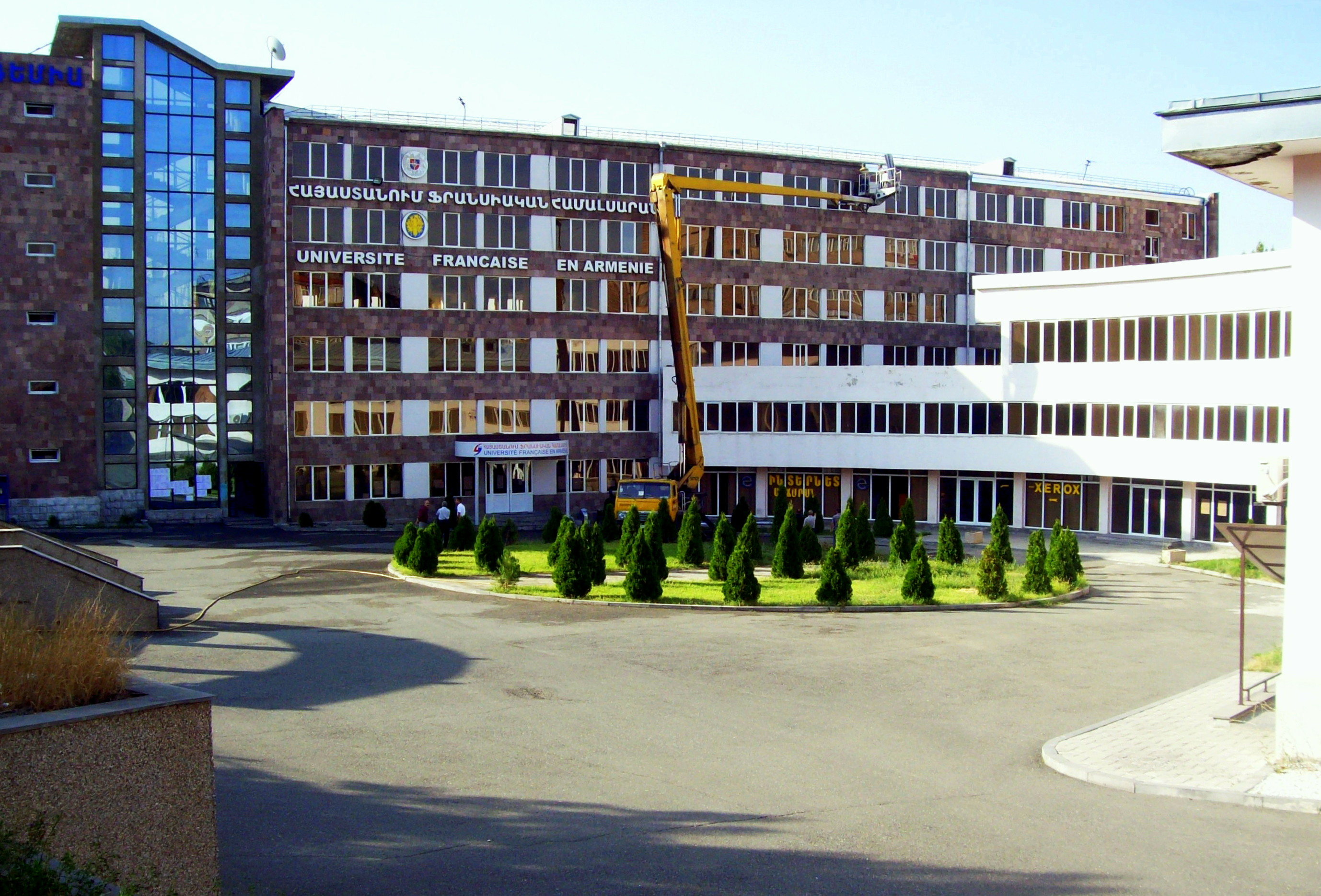
Franse universiteit van Armenië
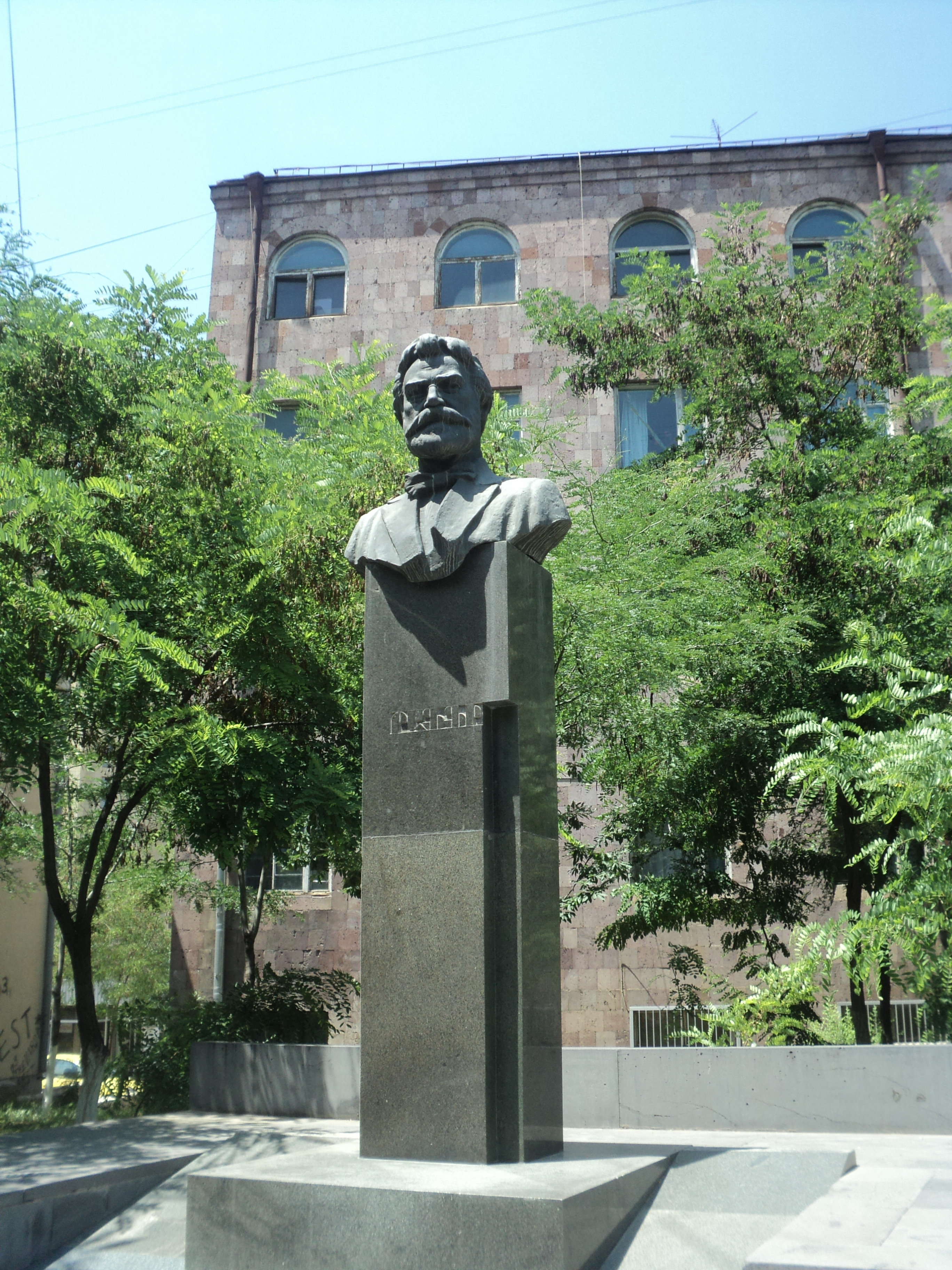
Buste van Raffi
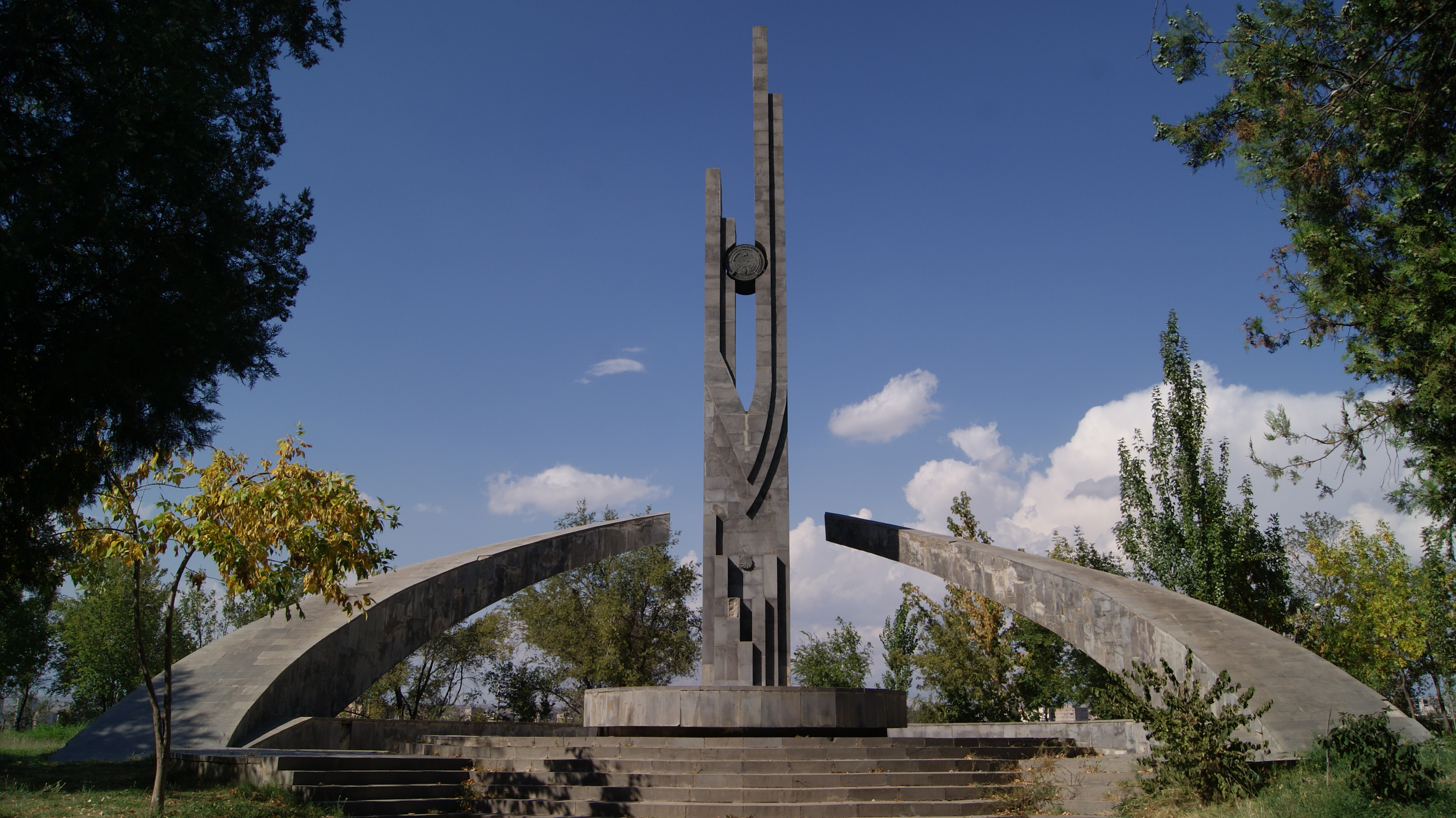
Nor Arabkirpark

Ajapnyak ·
Arabkir ·
Avan ·
Davtashen ·
Ereboeni ·
Kanaker-Zeytun ·
Kentron ·
Malatia-Sebastia ·
Nor-Nork ·
Nork-Marash ·
Nubarashen ·
Shengavit